# Rosenau, Haut-Rhin
Rosenau là một xã ở tỉnh Haut-Rhin trong vùng Grand Est ở đông bắc Pháp. Xã này có diện tích 6,47 km², dân số năm 1999 là 2000 người. Khu vực này có độ cao 241 mét trên mực nước biển.